# El fin de la noche
El fin de la noche es una película en blanco y negro de Argentina dirigida por Alberto de Zavalía según el guion de Carlos Adén sobre la obra de Hugo Mac Dougall que se estrenó el 1 de noviembre de 1944 y que tuvo como protagonistas a Libertad Lamarque, Alberto Bello, Juan José Míguez, Florence Marly, Ernesto Raquén y María Esther Buschiazzo. Luis Saslavsky trabajó como director asistente. El rodaje del filme comenzó en agosto de 1943 y finalizó en octubre. Los exteriores se filmaron entre octubre y noviembre en Córdoba.

## Sinopsis
Una cantante queda atrapada en Francia por el imprevisto estallido de la Segunda Guerra Mundial y un hombre que sirve a los ocupantes alemanes le exige, a cambio de un salvoconducto para ella y su hija, actuar como espía y delatora de los miembros de la Resistencia. 

## Reparto
- Libertad Lamarque… Lola Morel
- Alberto Bello… Klait
- Juan José Míguez… Daniel
- Florence Marly… Pilar
- Ernesto Raquén… Jaime
- María Esther Buschiazzo… Madame Gené
- Elisardo Santalla… Violinista
- César Fiaschi
- Berta Moss… Renée
- Homero Cárpena... Chofer de la Resistencia
- Isabel Figlioli… Dueña del café
- Lucía Barausse… Therese
- Warly Ceriani… Gaspar
- Jeannet Morel… Jeanette
- Arsenio Perdiguero… Don Cosme
- Carmen Giménez… Portera
- René Mugica… Ayudante de Klait
- Jorge Villoldo… Cajero en bar
- José A. Paonessa
- Ilde Pirovano
- Carlos Belluci… Espía en estudio fotográfico
- Darío Cossier
- Pablo Cumo
- Salvador Sinaí
- Percival Murray
- Ángel Walk
- José Tresenza
- Julio Scarcella
- Margarita Burke… Françoise

## Problemas para la exhibición
Es una de las pocas películas argentinas que toca el tema de la Segunda Guerra Mundial. En el filme, que da una mala imagen del régimen alemán de ocupación, se omitió indicar la nacionalidad de la protagonista, de la que sólo se indica que es "sudamericana". El gobierno de facto argentino de ese momento demoró un año antes de autorizar su exhibición.

## Comentarios
La crónica de La Prensa aplaudió la labor actoral, la publicación Tiempo de Cine dijo que la película tiene un buen libro original con acción, ritmo y emoción y El Heraldo del Cinematografista destacó que Lamarque, no favorecida por la fotografía ni por el modesto vestuario, realiza una buena labor. 		